# Jordan Bridges
Jordan Philip Bridges (ur. 13 listopada 1973 w Hrabstwie Los Angeles) – amerykański aktor pochodzenia irlandzkiego i żydowskiego, syn aktora Beau Bridgesa, wnuk aktora Lloyda Bridgesa. Po ukończeniu nowojorskiego Bard College na wydziale literatury i teatru, studiował w prestiżowej London Academy of Music and Dramatic Arts.

## Filmografia

### filmy fabularne
- 2000: Częstotliwość jako Graham „Gib” Gibson
- 2003: Uśmiech Mony Lizy jako Spencer Jones
- 2011: Mąż pod choinkę (Holiday Engagement, TV) jako David
- 2011: J. Edgar jako prawnik

### seriale TV
- 2001: Czarodziejki jako Shane
- 2001–2002: Jezioro marzeń jako Oliver Chirchick
- 2004: Prawo i porządek: Zbrodniczy zamiar jako Jack Cadogan
- 2005: CSI: Kryminalne zagadki Nowego Jorku jako Alex Weston
- 2007: Bionic Woman: Agentka przyszłości jako Tom Hastings
- 2009: Bez śladu jako Zack Porter
- 2009: Dollhouse jako Nicolas Bashford
- 2010−2016: Partnerki jako Frank „Frankie” Rizzoli Jr.